# Rutilotrixa monstruosa
Rutilotrixa monstruosa är en tvåvingeart som först beskrevs av Paramonov 1968.  Rutilotrixa monstruosa ingår i släktet Rutilotrixa och familjen parasitflugor. Inga underarter finns listade i Catalogue of Life.